# Certamente, forse
Certamente, forse (Definitely, Maybe) è un film del 2008 diretto da Adam Brooks, con protagonisti Ryan Reynolds, Abigail Breslin e Isla Fisher.

## Trama
William Hayes è un pubblicitario di 38 anni alle prese con il divorzio da sua moglie Sarah. Una delle sue gioie è la figlia Maya, di dieci anni. Quando va a prenderla a scuola scopre che c'è appena stata la prima lezione di educazione sessuale e la bambina vuole sapere come si sono conosciuti i suoi genitori. Will accetta di raccontare per flashback il suo passato, ma decide di cambiare i nomi delle sue fidanzate e dei fatti: sarà Maya a dover capire chi è sua madre.
1992. In quell'anno Will, che ha grandi e ingenue aspirazioni politiche, si trasferisce a New York da Madison, in Wisconsin, dove lascia la sua fidanzata Emily. Lavorando alla campagna di Bill Clinton conosce April che, al suo contrario, lavora per guadagnare e non per idealismo, confidandole di essere fidanzata con un ragazzo che ama la musica di Kurt Cobain. Quando i due si rincontrano fuori dal lavoro e lui le rivela che anch'egli è fidanzato e vorrebbe chiedere alla sua Emily di sposarlo, Will prova con April ciò che sarebbe accaduto di lì a poco di fronte alla sua vera ragazza; April, colpita dalle sue parole, risponde "Certamente, forse". A fine serata i due ragazzi si fermano a chiacchierare nell'appartamento di April, dove questa confida a Will di cercare da anni una copia del libro, regalatole dal padre per il suo tredicesimo compleanno, di Jane Eyre e contenente una dedica olografa scritta dal genitore che sarebbe morto tre settimane dopo per un incidente stradale.
Il mattino dopo arriva Emily e Will le chiede di sposarlo, ma lei confessa di averlo tradito e i due si lasciano. Clinton viene eletto e Will apre con dei suoi colleghi un'agenzia di promozione di campagne elettorali che riscuote un notevole successo. Nel frattempo April si licenzia per viaggiare intorno al mondo, tenendosi in contatto con Will attraverso lettere e cartoline da buoni amici senza sesso e sentimenti d'affetto. Al suo ritorno ha intenzione di confessare il suo amore a Will, ma lui vuole chiedere ad un'altra, la giornalista Summer, di sposarlo. April è sotto shock, perché lui non aveva mai accennato a una fidanzata nelle sue lettere, ma si congratula comunque con lui. Nemmeno la storia con Summer però funziona e Will si ritrova di nuovo solo e infelice. Qualche tempo dopo Will trova casualmente in una libreria la copia autentica del libro smarrito che April cerca fin dall'adolescenza, lo acquista e si reca presso l'appartamento della ragazza, che ora frequenta l'università, per consegnarglielo. Qui, però, trova anche Kevin, l'attuale compagno di April, e Will se ne va tenendosi il libro.
Un giorno, Will reincontra per caso Summer, ora incinta; col senno di poi, Maya ha il terrore che possa essere lei quella che corrisponde all'attuale madre, ma Will la tranquillizza, continuando il suo racconto proiettato nel passato. Summer lo invita a una festa dove ha invitato tutte le persone che ha ferito, tra cui anche Emily, che si è trasferita a New York. Will ed Emily ricominciano a frequentarsi e Maya capisce che è lei sua madre, meglio nota con il vero nome di Sarah. Will, finalmente, va da April per portarle il libro, ma April si irrita quando sente che Will ha tenuto il libro per tanti anni.
Maya capisce che il padre non è felice senza l'amica April, l'unica di cui non aveva cambiato mai il nome nel racconto. Will, stimolato dai ricordi affiorati durante il racconto narrato alla figlia, decide di andare da April e porta con sé Maya. Sotto casa di lei le citofonano chiedendole di poterla incontrare. April, all'inizio, ha delle resistenze a rivedere Will. Dopo una discreta attesa sotto casa, quando Will e Maya credono che non riusciranno ad incontrare April ed iniziano ad allontanarsi, questa li raggiunge in strada. Will dice immediatamente ad April che aveva tenuto il libro perché era l'unica cosa che gli rimaneva di lei. Quindi April abbraccia Will e tutti e tre si accingono ad entrare nell'appartamento; Maya è la prima ad entrare, mentre Will ed April entrano dopo essersi baciati.